# 何國光
何國光（英語：Jeff Ho Kwok-kwong；1981年—），生於香港，籍貫廣東河源市，廣東省河源市政協委員，香港偵探總會創辦人，全球華人傑出青年，關愛發展基金副主席，關愛隊副隊長，亦為多名馬匹馬主。

## 簡介
何國光畢業於 聖公會仁立紀念小學 及樂善堂顧超文中學，自小與家人居住在葵涌徒置區, 由於家境清貧及母親早逝, 十六歲便踏足社會工作，做過林林總總的基層工作，踏入社會後獲得眾多殊榮, 為人亦熱心公益, 幫助社會基層及弱勢社群等慈善公益工作。
何國光於二十歲在某間信用管理公司工作了七年, 學懂不同民事搜證方法及技巧, 並於2008年成立首間私家偵探社，2017年創辦保安公司, 2017年4月7日創立調查行業首個協會-香港偵探總會, 公司引入退休紀律部隊不同部門人員協助工作, 把民事案件調查專業化。

## 榮譽
- 香港偵探總會創辦人[3]
- 弘景安私家偵探董事
- 廣東省河源市政協委員[4]
- 香港特區政府撲滅罪行委員會委員
- 香港紅十字會耆英團新界西地區委員會副主席[5][6]
- 孔教學院副院長[7]
- 新界總商會常務董事[8]
- 香港中華廠商聯合會專業顧問[9]
- 紫荊義工聯盟主席
- 香港少年警訊名譽會長
- 全球華人傑出青年(2022)[10][11][12]

## 外部連結
- 香港偵探總會的Facebook 專頁
- 香港企業保安有限公司的Facebook專頁
- 弘景安私家偵探社的公司網站 （页面存档备份，存于）
- 香港企業保安有限公司的公司網站 （页面存档备份，存于）